# Alfred Stieglitz

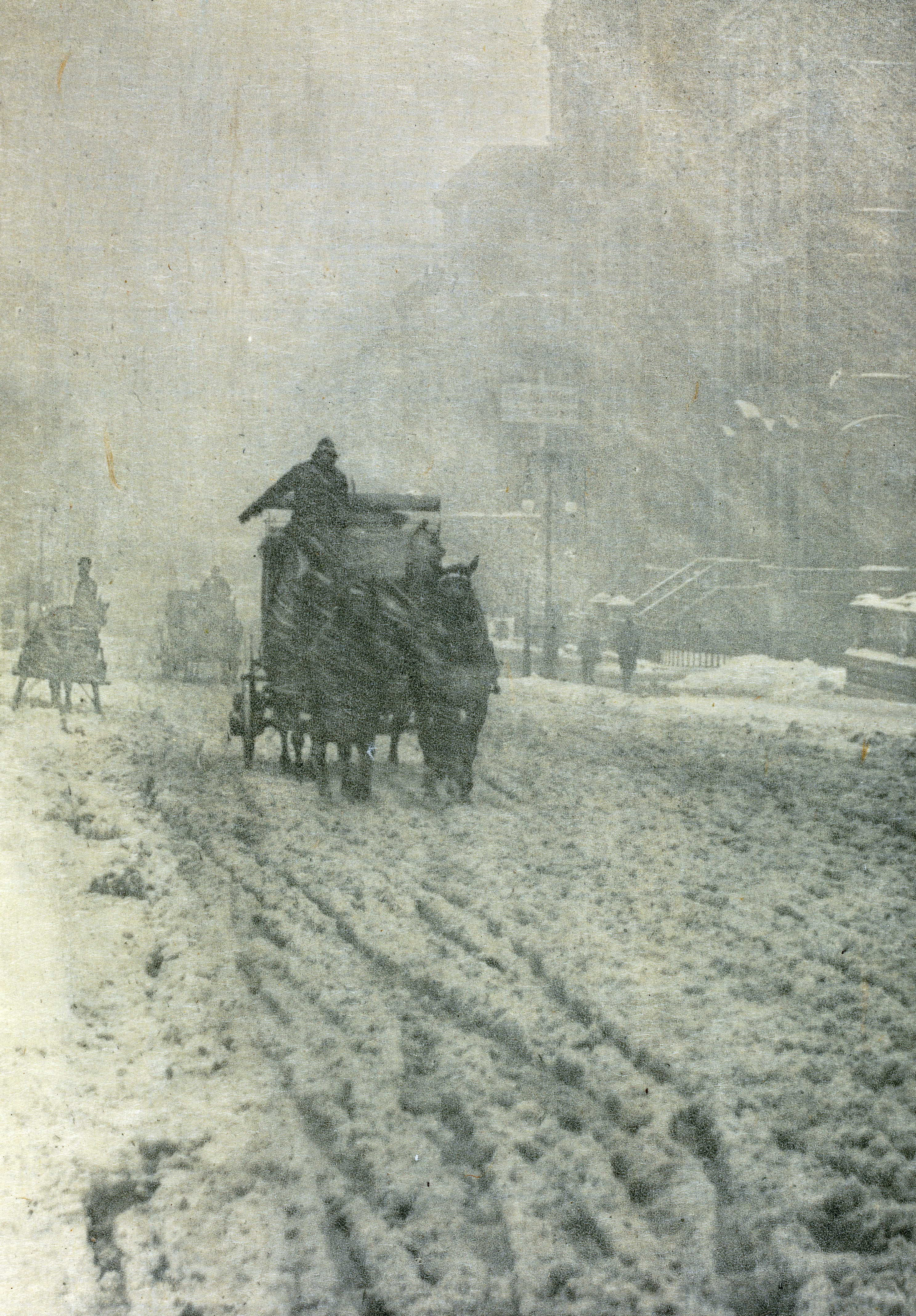
Winter, Fifth Avenue, 1893

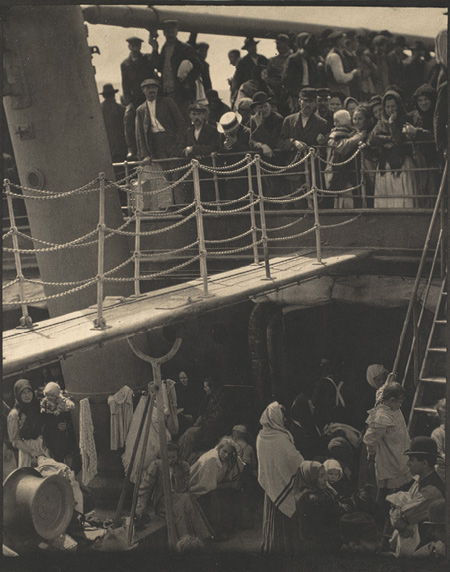
Tylny pokład, 1907

Alfred Stieglitz (ur. 1 stycznia 1864 w Hoboken, zm. 13 lipca 1946 w Nowym Jorku) – amerykański fotografik, wydawca, marszand, kolekcjoner fotografii i właściciel galerii. Był jedną z kluczowych postaci dla rozwoju fotografii w XX wieku i zaakceptowania jej jako jednej z dziedzin sztuki. Przyczynił się do rozpowszechnienia francuskiej i amerykańskiej sztuki awangardowej, a zwłaszcza piktorializmu, którego był również jednym z najważniejszych przedstawicieli w USA. 

## Życiorys
Był najstarszym z sześciorga dzieci dobrze sytuowanej niemiecko-żydowskiej rodziny, która w 1849 wyjechała z Niemiec do USA. W 1871 Alfred Stieglitz przeniósł się z rodzinnego Hoboken do Nowego Jorku, na Upper East Side. W 1881 wyjechał do Niemiec, by uzupełnić swoją edukację. W Berlinie ukończył kurs fotochemiczny prowadzony przez Hermanna Wilhelma Vogela. To w tym okresie zafascynował się fotografią i w wieku 19 lat wykonał swoje pierwsze zdjęcia. Od 1887 współpracował z brytyjskim czasopismem „Amateur Photographer”.
Gdy po prawie 10-letnim pobycie za granicą w 1890 wrócił do Nowego Jorku, był już uznanym fotografem. Został wspólnikiem Photochrome Engraving Company i członkiem Society for Amateur Photographers. W latach 1892–1896 pisał do czasopisma „American Amateur Photographer”, wydawanego przez Society for Amateur Photographers, a następnie do „Camera Notes”, które stworzył (1897–1902). Organizował liczne wystawy i zasiadał w jury konkursów fotograficznych. W 1894 został członkiem prestiżowego londyńskiego towarzystwa Linked Ring. W 1899 w New York Camera Club miała miejsce jego pierwsza wystawa indywidualna.
Działał na rzecz uznania fotografii za dziedzinę sztuki, promując zwłaszcza piktorializm. Temu celowi miało służyć założone przez niego oraz Gertrude Käsebier, Edwarda Steichena, Clarence'a H. White'a i Josepha Keileya w 1902 stowarzyszenie Foto-Secesja (Photo-Secession). Rok później wyszedł pierwszy numer „Camera Work” – pisma wydawanego przez Foto-Secesję do 1917 (łącznie ukazało się 50 numerów). Foto-Secesja, zgodnie ze swoją nazwą (łac. secessio oznacza oddzielenie się), miała na celu zerwanie z dotychczasowymi konwencjonalnymi poglądami na fotografię. W praktyce propagowała piktorializm, z którym jej członkowie byli, w mniejszym lub większym stopniu, związani. 
W 1905 Stieglitz otworzył galerię przy Fifth Avenue pod numerem 291 (stąd galeria nazywana była „291”). Dzięki pomocy Steichena, który przebywał w Europie, Stieglitz prezentował amerykańskiej publiczności współczesnych europejskich artystów, takich jak Henri Matisse, Pablo Picasso czy Auguste Rodin oraz sztukę afrykańską. Galeria działała do 1917 roku, po czym Stieglitz organizował wystawy w pomieszczeniach Anderson Galleries. W latach 1925–1929 prowadził The Intimate Gallery, a od 1929 do swojej śmierci galerię An American Place. 
W 1937 ze względu na problemy zdrowotne zaprzestał fotografowania. 